# Bleskensgraaf
Bleskensgraaf (51° 52′ N, 4° 47′ L) é uma cidade dos Países Baixos, na província de Holanda do Sul. Bleskensgraaf pertence ao município de Molenwaard, e está situada a 10 km, a nordeste de Dordrecht.
Em 2001, a cidade de Bleskensgraaf tinha 1816 habitantes. A área urbana da cidade é de 0.25 km², e tem 577 residências.
A área de Bleskensgraaf, que também inclui as partes periféricas da cidade, bem como a zona rural circundante, tem uma população estimada em 2640 habitantes.